# La Bastida d’Hortons
La Bastida d'Hortons, również: La Bastida d’Ortons – miejscowość w Hiszpanii, w Katalonii, w prowincji Lleida, w comarce Alt Urgell, w gminie Alàs i Cerc.
Według danych INE w 2020 roku liczyła 25 mieszkańców – 11 mężczyzn i 14 kobiet. 